# Villa San Michele
Pour les articles homonymes, voir San Michele.

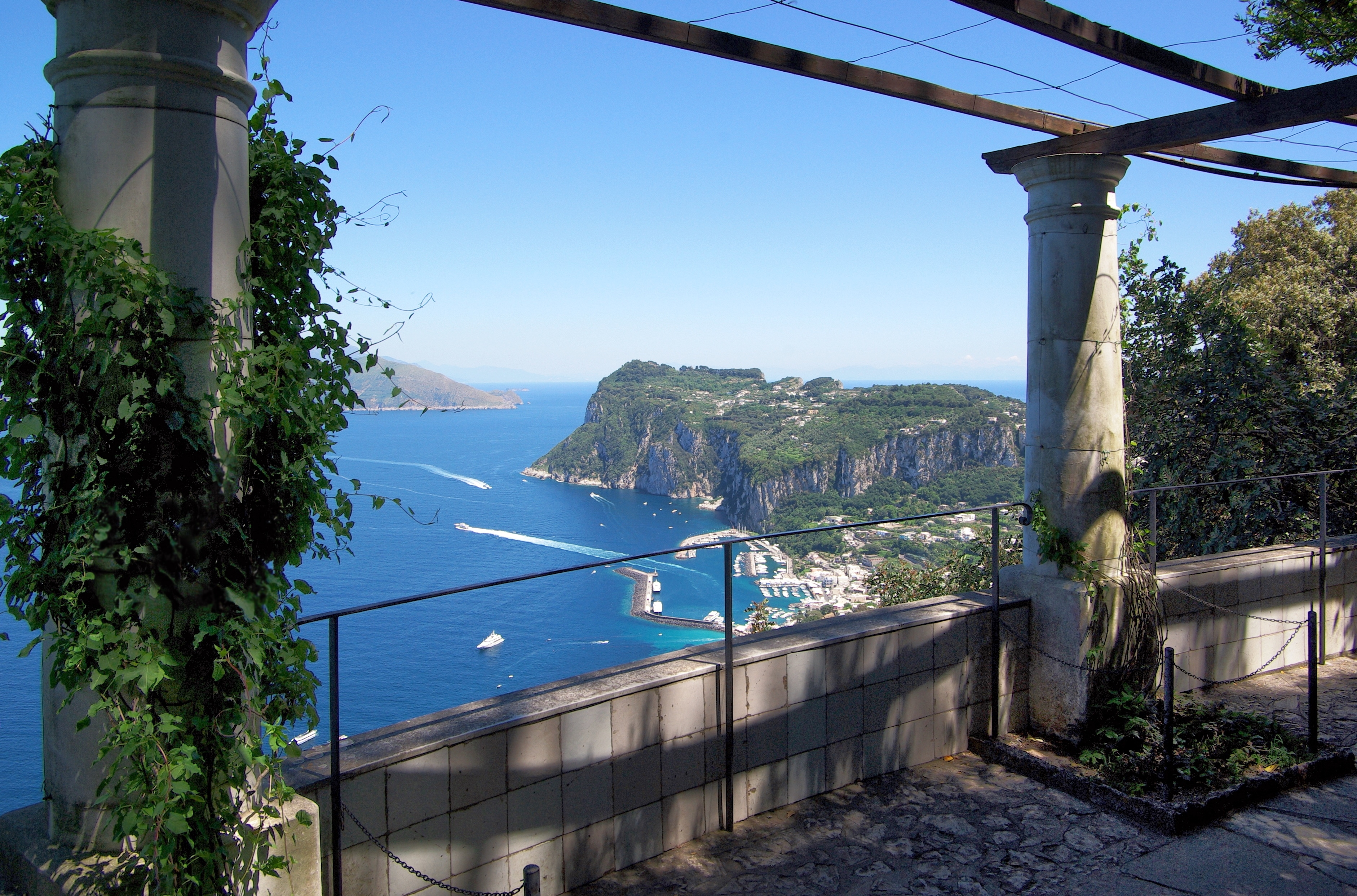
Vue sur la Marina Grande, le port de Capri depuis la rotonde de la villa San Michele.

Située à Anacapri, dans l'île de Capri, la villa San Michele est une villa qu'a fait construire l'écrivain philanthrope et médecin suédois Axel Munthe dans la dernière décennie du XIXe siècle.

## La villa
Ses jardins offrent des vues panoramiques sur la ville de Capri, sur son port de plaisance, sur la péninsule sorrentine, et sur le Vésuve. La villa et son parc sont situés contre un rebord, au sommet des escaliers phéniciens, à 327 mètres d'altitude.
Les jardins de San Michele sont ornés de nombreux vestiges et œuvres d'art remontant à l'Égypte ancienne et à d'autres périodes de l'Antiquité. Ils font maintenant partie des Grands jardins italiens.

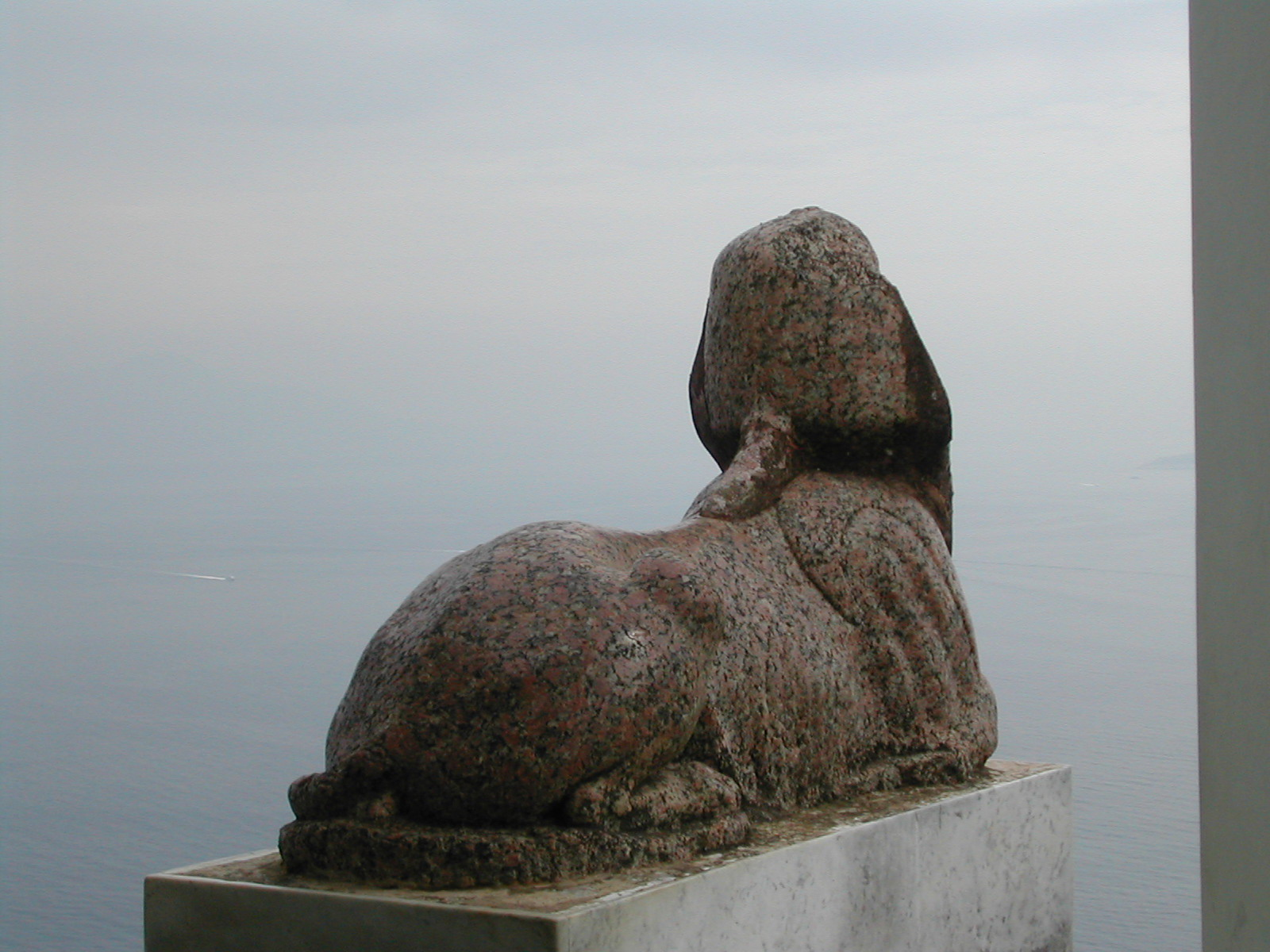
Le sphinx de la villa San Michele

Avec cette construction, le Dr Munthe réalisait un rêve qui avait été le sien pendant des années, depuis qu'il avait vu les ruines d'une petite chapelle sur son futur terrain. La villa San Michele fut construite sans faire appel à des architectes professionnels, en suivant ce principe « autant d'air et autant de soleil que possible ». Munthe y rassembla des œuvres d'art antiques et mit en place une zone de protection des oiseaux, après avoir vu jusqu'où allait sur l'île la chasse aux oiseaux chanteurs. D'autres animaux, dont un singe, étaient les hôtes de cet original ami des bêtes sur son domaine.
La villa et sa construction constituent un thème central du best-seller Le Livre de San Michele (1929), qui contribue à créer une notoriété légendaire au site de Capri.
Aujourd'hui, la villa San Michele est un haut lieu pour le tourisme et les manifestations culturelles.

## Citation
Voici comment Axel Munthe décrit la construction de sa villa :
« Les hautes arcades de la grande loggia surgirent rapidement de terre, une à une les cent colonnes blanches de la pergola se dressèrent dans le ciel. Ce qui fut jadis la maison de mastro Vincenzo, et son atelier de menuisier, se transforma et s'agrandit peu à peu pour devenir ma demeure future. Comment cela se fit, je n'ai jamais pu le comprendre, pas plus que tous ceux qui connaissent l'histoire du San Michele d'aujourd'hui. Je ne savais absolument rien de l'architecture, pas plus qu'aucun de mes compagnons de travail, aucun architecte ne fut jamais consulté, aucun dessin, aucun plan détaillé ne fut jamais exécuté, aucune mesure exacte ne fut jamais prise. Tout fut fait « all'occhio » comme disait mastro Nicola. »

## Sources
- (de) Cet article est partiellement ou en totalité issu de l’article de Wikipédia en allemand intitulé « Villa San Michele » (voir la liste des auteurs).

- (en) Cet article est partiellement ou en totalité issu de l’article de Wikipédia en anglais intitulé « Villa San Michele » (voir la liste des auteurs).